# Elsa y Fred
Elsa y Fred es una película argentina-española de comedia dramática de 2005 dirigida por Marcos Carnevale y protagonizada por China Zorrilla, Manuel Alexandre, Blanca Portillo y Roberto Carnaghi.
La película narra las historias de dos ancianos: Elsa, una mujer argentina que vive en Madrid y Alfredo, un viudo español que se muda al mismo edificio que Elsa. Luego de un incidente cotidiano, los dos ancianos comienzan a conocerse y entre ellos nace un romance que ambos ven como la última oportunidad de ser felices.

## Sinopsis
El día en que Alfredo (Manuel Alexandre) se muda a un moderno edificio de Madrid ayudado por su hija Cuca (Blanca Portillo), Elsa (China Zorrilla) choca el auto de esta última por accidente y se da a la huida. Pero el hijo de Cuca la ve y le cuenta a su madre quién es la responsable de la abolladura y los faros rotos.
Gabriel (Roberto Carnaghi), el hijo de Elsa se ofrece a pagar los daños ocasionados firmando un cheque. La mujer se lo lleva a Alfredo para que se lo dé a su hija, pero inventa que en realidad necesita el dinero para ayudar a su hijo mayor (el cual supuestamente enviudó, no trabaja y tiene cinco hijos). El anciano decide pagar él mismo la reparación y Elsa le agradece invitándolo a cenar a su casa.
La conexión que ambos experimentan pronto se convierte en un vínculo que evoluciona hasta convertirse en amor, pese a las iniciales resistencias de Alfredo, quien sigue afectado por la reciente muerte de su esposa. Elsa decide tomar la delantera en la relación y hacer que el anciano viva todas esas cosas que nunca se permitió.

## Reparto
- Manuel Alexandre... Alfredo 'Fred'
- China Zorrilla... Elsa
- Blanca Portillo... Cuca
- José Ángel Egido... Paco
- Omar Muñoz... Javi
- Roberto Carnaghi... Gabriel
- Carlos Álvarez-Nóvoa... Juan
- Gonzalo Urtizberea... Alejo
- Fanny Gautier... Laura
- Federico Luppi... Pablo
- Tomás Sáez... Goyo
- Manolo Solo... Doctor 2
- Julián Villagrán... Doctor 1
- Roberto Mosca... Conserje
- Fabrizio Meschini... Botones

## Producción y rodaje
Elsa y Fred es la tercera película dirigida por Marcos Carnevale, realizador comúnmente vinculado al ámbito televisivo argentino por ficciones como Soy gitano y Hombres de honor.
Su objetivo al realizar la película fue:

«rescatar la idea del amor a cualquier edad, de una manera pura y sin caer en los estereotipos de la vejez».

El director también buscaba homenajear a Federico Fellini con esta cinta, director al cual admira y con el cual tuvo contacto por carta.

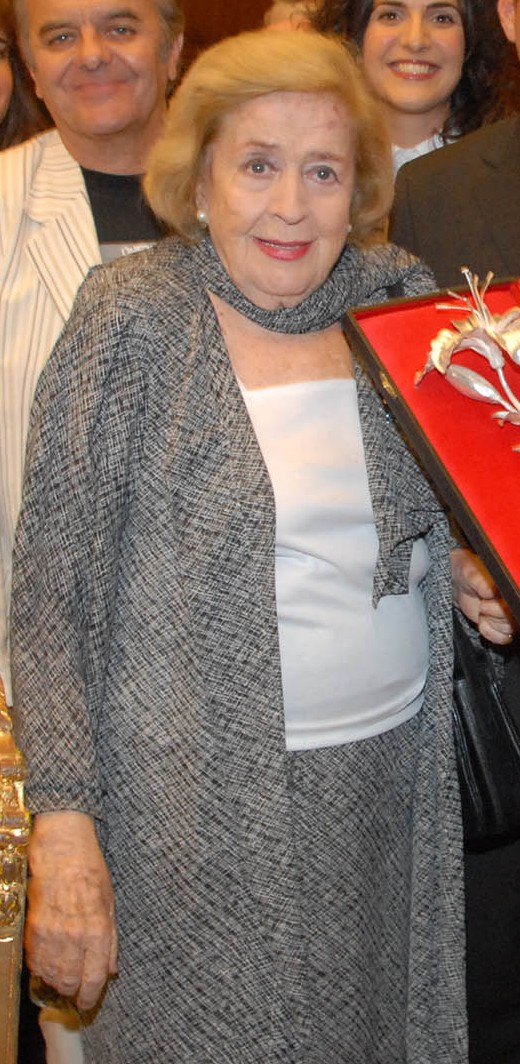
China Zorrilla.

La película se rodó entre el 22 de febrero de 2005 y el 12 de abril del mismo año. La filmación tuvo que concluir un día antes de lo esperado debido a las restricciones impuestas tras la muerte de papa Juan Pablo II, que se produjo el mismo día en que el equipo llegó a la ciudad de Roma, donde debían filmar la escena de la fuente que emula a La dolce vita. El costo de la producción rondó los 2 millones de euros. Las filmaciones tuvieron lugar en Madrid, (con rodajes en el Parque del Retiro, Palacio de Cristal y otros lugares de la ciudad) donde ocurre la mayor parte de la película, y luego en Roma.
La canción Hoy puede ser un gran día, de Joan Manuel Serrat, es usada como leit-motiv del film, presentándose en una escena al inicio del mismo y durante los créditos finales.
La actriz  uruguaya China Zorrilla comentó acerca de su personaje:

Es que es una historia tan bien escrita por Marcos Carnevale... Si no fuera así, Elsa sería una vieja insorportable, descabellada. Pero tiene gracia y mucha ternura. Y tiene bastantes cosas mías, por ejemplo, el tipo de humor.

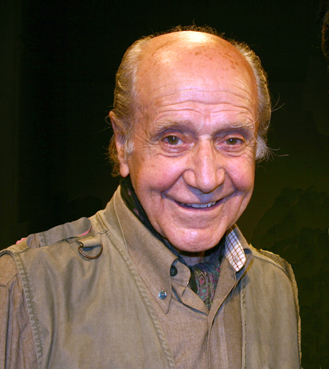
Manuel Alexandre, quien interpreta a Alfredo.

Por su parte, Manuel Alexandre, el otro protagonista también dio su visión sobre la película:

Toda la película tiene contrapunto de emoción y a veces de ironía. Con China ha sido sencillísimo lograrlo; con sólo mirarnos ya estábamos en situación tal como indicaba el guion, pero sin nada de eso que hoy se conoce como «motivación», fuera para reírnos, fuera para llorar.

## Repercusión
La película tuvo una notable presencia en la taquilla argentina arrancando en el séptimo lugar entre las películas más vistas, avanzando más arriba en la escala en las subsiguientes semanas.  Al 6 de noviembre de 2005 había conseguido más de medio millón de espectadores. La película llegó a estar en cartelera por más de un año en los cines de Puerto Rico, teniendo así un gran éxito comercial en esta isla caribeña. Marcos Carnevale indicó que "La película ha sido un gran éxito en muchos lugares del mundo... Lo de Puerto Rico es más que un éxito, es un suceso... es un fenómeno." En España se estrenó el 11 de noviembre de 2005 y fue presentada en el festival de cine de Valladolid donde tuvo bastante éxito, siendo vista finalmente por un total de 124.573 espectadores y alcanzando una recaudación acumulada de 625.817,87 Euros. En Estados Unidos se  estrenó el 27 de junio de 2008 recaudando al final 189.024 dólares. Su recaudación mundial asciende a 2.985.837 dólares, aunque no se han contabilizado los datos de Puerto Rico.

## Adaptaciones
En México se estrenó la versión teatral de la película el 21 de abril de 2010, dirigida por José Solé. El personaje de Elsa iba a ser interpretado por Carmen Montejo pero debido a su estado de salud fue interpretado por Beatriz Aguirre mientras que el personaje de Fred fue interpretado por Ignacio López Tarso; entre el resto del reparto se encuentran Aarón Hernán, José Elías Moreno, Robin Vega, Cecilia Gabriela y Luis Couturier.
En Estados Unidos se realizó una remake en 2014, protagonizada por Christopher Plummer y Shirley MacLaine en los papeles de Alexandre y Zorrilla. La misma está producida por los argentinos Nicolás Veinberg y José Levy, los mexicanos Matthías Ehrenberg y Ricardo Kleinbaum y el puertorriqueño Osvaldo Rios.

## Premios y nominaciones
| Año                                    | Premio                                              | Categoría                        | Nominado(s)                                     | Resultado |
| -------------------------------------- | --------------------------------------------------- | -------------------------------- | ----------------------------------------------- | --------- |
| 2006                                   | Premios Cóndor de Plata                             | Mejor película                   | -                                               | Nominada  |
| 2006                                   | Premios Cóndor de Plata                             | Mejor actriz                     | China Zorrilla                                  | Ganadora  |
| 2006                                   | Premios Cóndor de Plata                             | Mejor guion original de ficción  | Marcos Carnevale Marcela Guerty Lily Ann Martin | Nominados |
| 2006                                   | Premios Cóndor de Plata                             | Mejor música                     | Lito Vitale                                     | Nominado  |
| 2006                                   | Premios Cóndor de Plata                             | Mejor vestuario                  | Nereida Bonmatí                                 | Ganadora  |
| 61.ª edición de las Medallas CEC       | Medallas del Círculo de Escritores Cinematográficos | Mejor actor                      | Manuel Alexandre                                | Nominado  |
| 61.ª edición de las Medallas CEC       | Medallas del Círculo de Escritores Cinematográficos | Mejor actriz                     | China Zorrilla                                  | Nominada  |
| Premios Goya de 2006                   | Premios Goya                                        | Mejor actor protagonista         | Manuel Alexandre                                | Nominado  |
| 50.ª edición de los Premios Sant Jordi | Premios Sant Jordi de Cinematografía                | Mejor actor español              | Manuel Alexandre                                | Ganador   |
| Premios de la Unión de Actores de 2006 | Premios de la Unión de Actores y Actrices           | Mejor actor protagonista de cine | Manuel Alexandre                                | Ganador   |